# 火焰噴射戰車

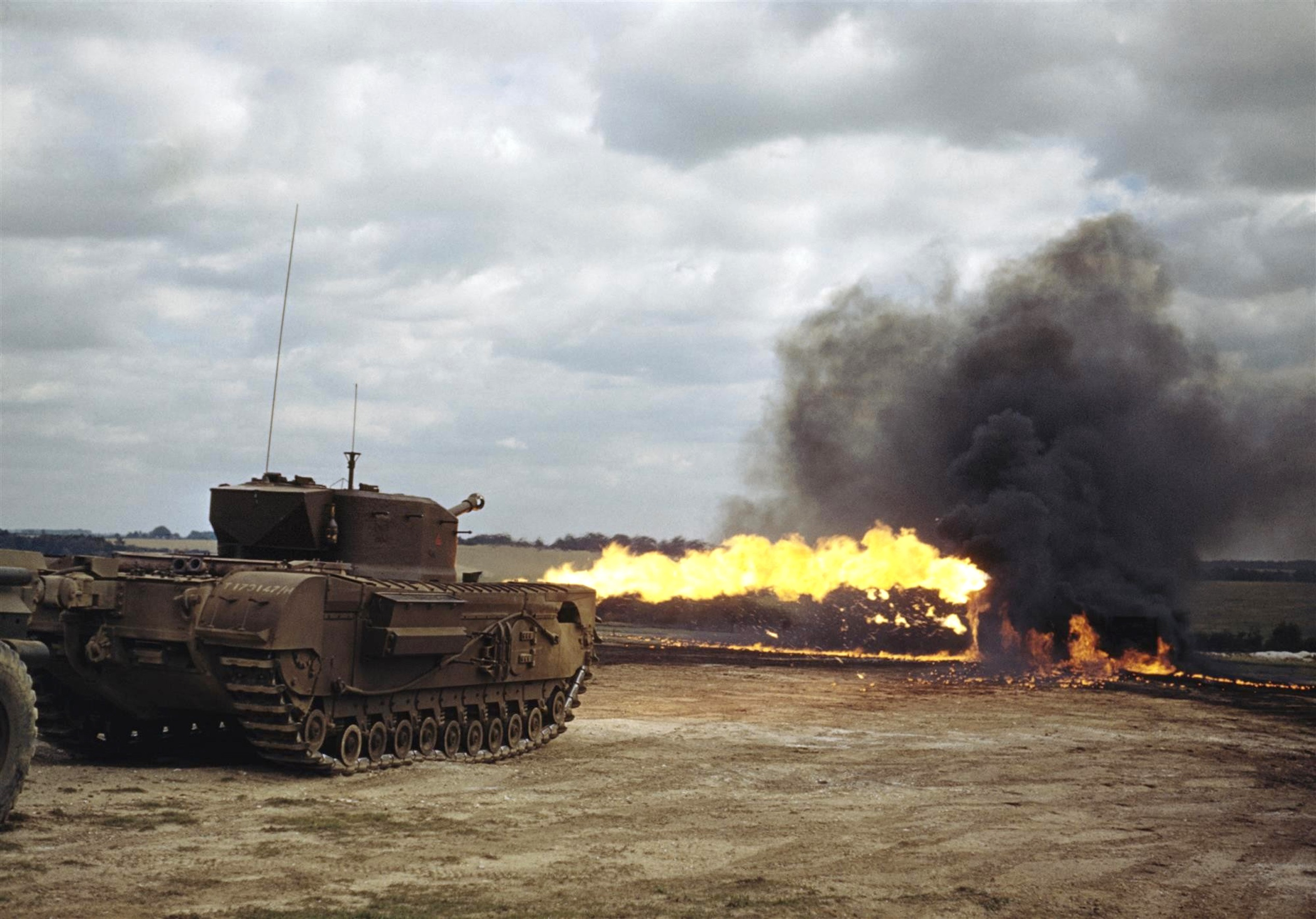
邱吉爾鱷魚火焰噴射戰車。

火焰噴射戰車是一種配備火焰噴射器的坦克，主要用於支援聯合作戰，對付堡壘、狹窄空間或其他障礙物。這種類型的坦克在第二次世界大戰期間才得到廣泛使用，美國、納粹德國、蘇聯、義大利、日本及英國皆生產過配備火焰噴射器的坦克。
火焰噴射坦克的生產方式多種多樣。其使用的火焰噴射器可能是改裝自現有的步兵火焰武器（如Flammpanzer I與II），或是專門設計的裝置（如Flammpanzer III）。這些噴射器可以外部安裝（如Flammpanzer II），也可取代機槍座，或直接替換坦克的主炮（如Flammpanzer III）。燃料的儲存方式則包括內部攜帶、裝甲外部儲存，或是拖曳專門的燃料拖車（如丘吉爾鱷魚坦克）。

## 戰鬥效能

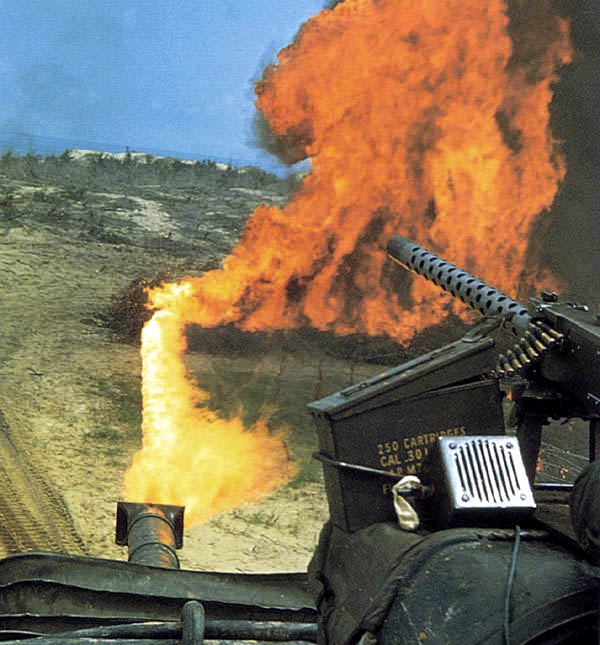
1968年越南戰爭期間，一輛美軍M67火焰噴射坦克，右側安裝了一挺白朗寧M1919中型機槍。

與便攜式火焰噴射器相比，火焰噴射坦克擁有更大量的燃料，並能發射更遠距離的火焰噴射。由於坦克能夠在相對安全的情況下接近敵方據點，因此在清除重型步兵堡壘方面極為重要。例如，在塔拉瓦戰役與硫磺島戰役中，美軍發現一般坦克主炮難以擊穿日軍厚重的碉堡，因此改用火焰噴射坦克來攻擊這些目標，步兵則負責掩護與確保戰場安全。在硫磺島戰役中，美軍發現常規火力對日軍的地下坑道防禦幾乎無效，因此大量使用火焰噴射器與手榴彈清理敵軍。其中，一項重要的技術創新是八輛M4A3R3雪曼火焰噴射坦克（俗稱「朗森」或「Zippo」坦克），這些坦克在清除日軍陣地時發揮了極大作用。火焰噴射坦克極難被擊毀，使得日軍守軍往往被迫從掩體中突襲坦克，結果暴露在美軍步兵與機槍火力之下，遭受慘重傷亡。
火焰噴射器的最大射程通常不到150公尺。由於這個限制，它在開闊戰場上幾乎毫無用處。然而，對於堅守防禦的部隊而言，火焰噴射坦克是一種強大的心理武器。在許多情況下，部隊在看到火焰噴射坦克發射試射彈後，寧願投降或逃跑，也不願冒被活活燒死的風險。
火焰噴射坦克的戰鬥使用經驗各異。德國的二號與三號坦克火焰噴射型因性能不佳而停產，並被改裝成突擊炮或驅逐戰車。四號坦克雖然被改裝成多種用途，但從未被製成火焰噴射坦克版本。
造成這些混合結果的部分原因是步兵反坦克武器的發展。在第二次世界大戰初期，大多數步兵部隊擁有對裝甲目標在30至50公尺內有效的武器，如反坦克步槍。然而，到了戰爭後期，更強大的反坦克武器相繼問世，例如巴祖卡火箭筒、Panzerschreck及PIAT反坦克榴彈發射器，這些武器的射程遠超火焰噴射坦克的噴射距離，對坦克構成致命威脅。
英國的丘吉爾鱷魚坦克於1944年夏季協助美軍在諾曼第樹籬或博卡日地區戰鬥，並於布雷斯特戰役期間出動一個中隊，特別是在1944年9月16日攻克蒙巴雷堡的戰役中發揮重要作用。同年9月，美軍獲得了一款美國設計、安裝於M4雪曼坦克上的火焰噴射器。然而，該武器的射程遠不及英軍「鱷魚」坦克，因此並不受美軍士兵青睞。
加拿大軍隊與荷蘭軍隊成為黃蜂型通用運輸車（配備朗森火焰噴射器）的最活躍使用者之一。在歐洲戰場，黃蜂型被證明對驅逐德軍防禦工事極為有效。事實上，儘管機械式火焰噴射器本身並非強大武器，但它對德軍士兵造成極大心理威懾，他們比起其他傳統武器更害怕這種裝備。 加拿大軍隊在斯海爾德河戰役期間使用了這些裝備。

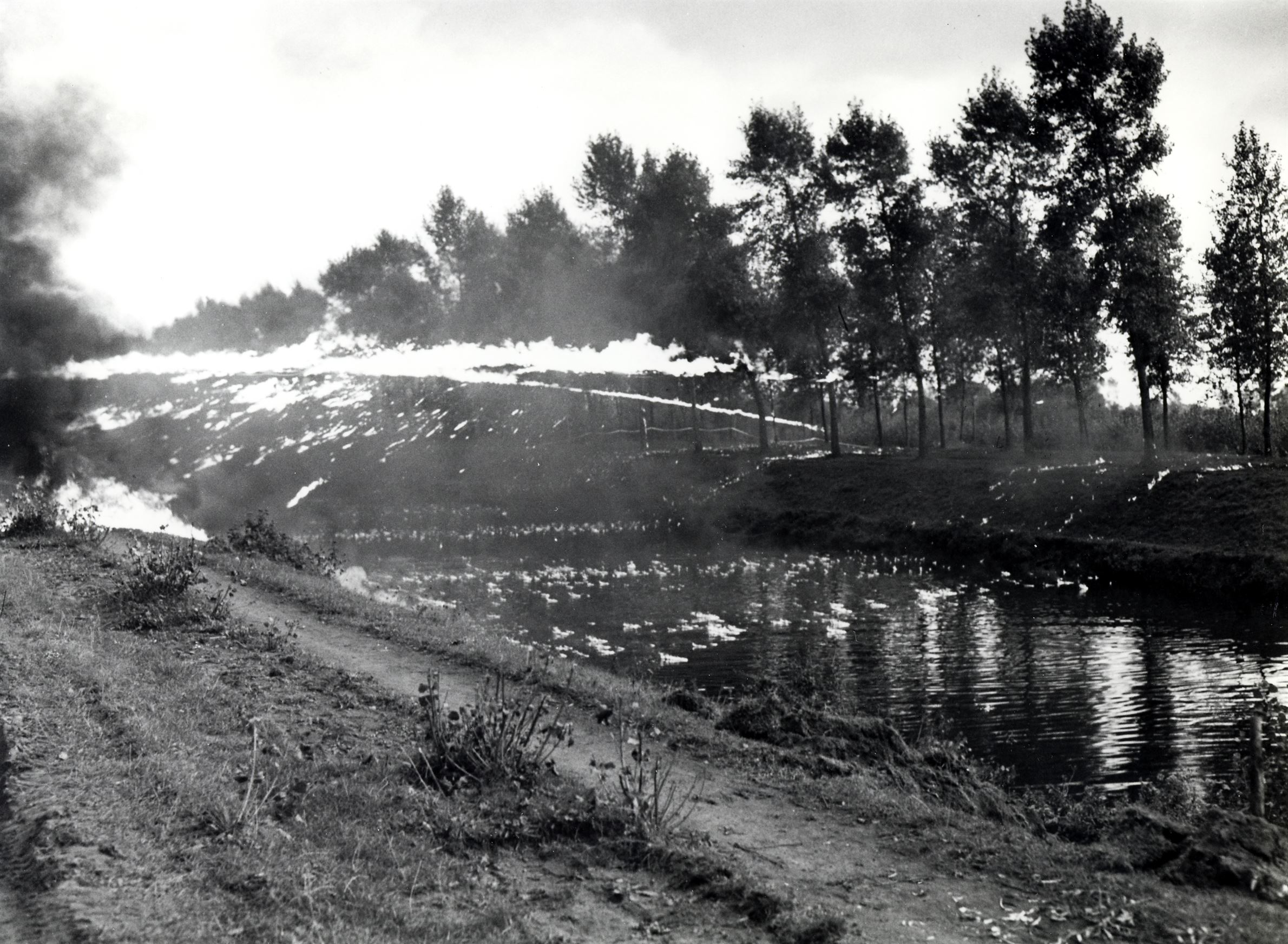
加拿大第四裝甲師的士兵於1944年10月在馬爾德海姆演示火焰噴射器橫越運河的作戰方式。

與攜帶式火焰噴射器相比，火焰噴射坦克的防護性更強。攜帶式火焰噴射器容易被子彈與彈片擊中，對操作者極為危險，而火焰噴射坦克則極難被點燃或引爆，除非穿甲彈或爆炸物擊中坦克內部的彈藥或燃料箱。例如丘吉爾鱷魚坦克將火焰噴射燃料容器拖曳於坦克後方，使其燃燒風險與標準坦克相當。儘管拖車本身容易成為攻擊目標，但坦克與乘員仍受到良好保護。此外，丘吉爾鱷魚坦克的裝甲拖車與裝甲連接裝置可在必要時由車內乘員自行拋棄。
火焰噴射坦克乘員的生存機率與標準版坦克的乘員大致相同（例如丘吉爾鱷魚火焰噴射坦克的防護力與標準型丘吉爾坦克相當），但若遭到俘虜，其待遇可能有所不同。由於火焰武器被視為不人道，據稱火焰噴射坦克乘員若被俘，所受待遇遠比一般坦克乘員惡劣。盟軍懷疑德軍曾在某些情況下處決被俘的火焰噴射坦克乘員，雖然部分出版資料聲稱此事屬實，但至今未有確切記錄證明。然而，英國坦克乘員因面臨遭任意處決的風險，每日可額外獲得六便士作為「危險津貼」。 此外，火焰噴射坦克與裝備火焰噴射器的步兵亦面臨另一個問題，即所有射程範圍內的敵軍通常會集中火力攻擊他們，因為敵軍對這類武器懷有極大恐懼。

## 第一次世界大戰
在第一次世界大戰期間，多個國家曾試驗過配備火焰噴射器的裝甲車輛，但最終均未投入實戰。其中一些例子包括蒸汽坦克（Steam Tank）與傑克遜將軍履帶車原型車。

## 戰間期間
蘇聯國防工業在1920年代末的成功，使得蘇聯武裝部隊的機械化與機動化得以展開。  
1932年，蘇聯革命軍事委員會通過了一項決議——「關於賦予機械化旅化學與其他對抗敵方壕溝步兵的手段」，從而確立了化學坦克（火焰噴射器當時隸屬於蘇聯化學部隊）的設計方向。T-26坦克被選為化學坦克的基礎車型，該坦克自1931年起在蘇聯進行大規模生產。對於當時而言，這款裝甲車輛擁有良好的性能，在裝甲與行駛性能上超越了外國坦克。開發化學戰車（BKhM-3 / KhT-26）的任務被交給紅軍軍事化學管理局（VOKHIMU），該機構進一步委託列寧格勒第174號工廠的KB-2設計局以及壓縮機工廠的設計局（專門負責化學設備）進行研發。BKhM-3除了火焰噴射器外，還配備了煙霧發射器和毒劑噴射裝置，因此這些坦克被稱為「化學坦克」，而非火焰噴射坦克。
首批具備戰鬥能力的火焰噴射坦克出現在1930年代初期，包括蘇聯的KhT-27、KhT-26，以及義大利的CV3 LF等。在第二次世界大戰爆發前，蘇聯工業已生產超過1,300輛各類型的火焰噴射坦克。
到了1930年代中期，火焰噴射坦克首次被投入實戰。義大利在1935-1936年的第二次義大利衣索比亞戰爭中使用了這類坦克，CV3 LF也被義大利遠征軍用於西班牙內戰。  
蘇聯軍隊首次在1938年張鼓峰事件對抗日軍時使用了火焰噴射坦克，之後在1939年的諾門罕戰役中再次投入使用。
1931年，巴西聖保羅公共部隊成立了一個突擊車輛部隊，並最早採用了一輛由Caterpillar Twenty Two拖拉機改裝的火焰噴射坦克。該車輛由雷納爾多·拉莫斯·德·薩爾丹哈·達·加馬中尉與理工學院的技術人員共同開發，車體由鉚接鋼板構成，配備旋轉式火焰噴射炮塔，並在車體上安裝了四挺7毫米霍奇克斯機槍。火焰噴射器的有效射程達100公尺。這輛坦克在憲政革命期間投入戰鬥，在克魯塞羅的一場戰鬥中擊潰了聯邦部隊，成功奪取一座橋樑。
在查科戰爭的第七公里至薩維德拉戰役期間，華特·科恩少校乘坐一輛配備火焰噴射器的輕型坦克作戰。由於車內高溫，他最終離開坦克步行作戰，不幸陣亡。

## 第二次世界大戰軸心國

### 德國陸軍
- Flammpanzer I，德軍I號戰車的戰場改裝版，曾在北非戰役中短暫使用
- Panzer II Flamm，德軍II號戰車 Ausf D/E的火焰噴射坦克版本
- Flammpanzer 38，基於LT-38戰車 驅逐戰車的火焰噴射坦克變種
- Panzerkampfwagen B2 (F)，德軍基於繳獲的法軍B1坦克底盤改造的火焰噴射坦克
- Flammpanzer III Ausf. M/Panzer III (Fl)，德軍III號戰車 Ausf. M的火焰噴射坦克版本
- Sd.Kfz. 251/16 Flammpanzerwagen，雖然不是坦克，但屬於Sd.Kfz. 251系列的半履帶車，配備火焰噴射器
- StuG III (Flamm)，基於各種早期型號(Ausf F以前)的三號突擊砲底盤改造的火焰噴射坦克

### 義大利皇家陸軍
- L3 Lf火焰噴射坦克，基於L3/35 輕型坦克（小型戰車）的火焰噴射坦克變種
- L6 Lf火焰噴射坦克，基於L6/40 輕型坦克的火焰噴射坦克變種

### 日本帝國陸軍
- 日本陸軍Sōkō Sagyō Ki裝甲工兵車系列，包括Bo、Ko、Otsu、Hei、Tei等型號
- 九五式哈號（Type 95 Ha-Go）的火焰噴射坦克版本

## 第二次世界大戰同盟國

### 輕型坦克 M3（「斯圖亞特」）

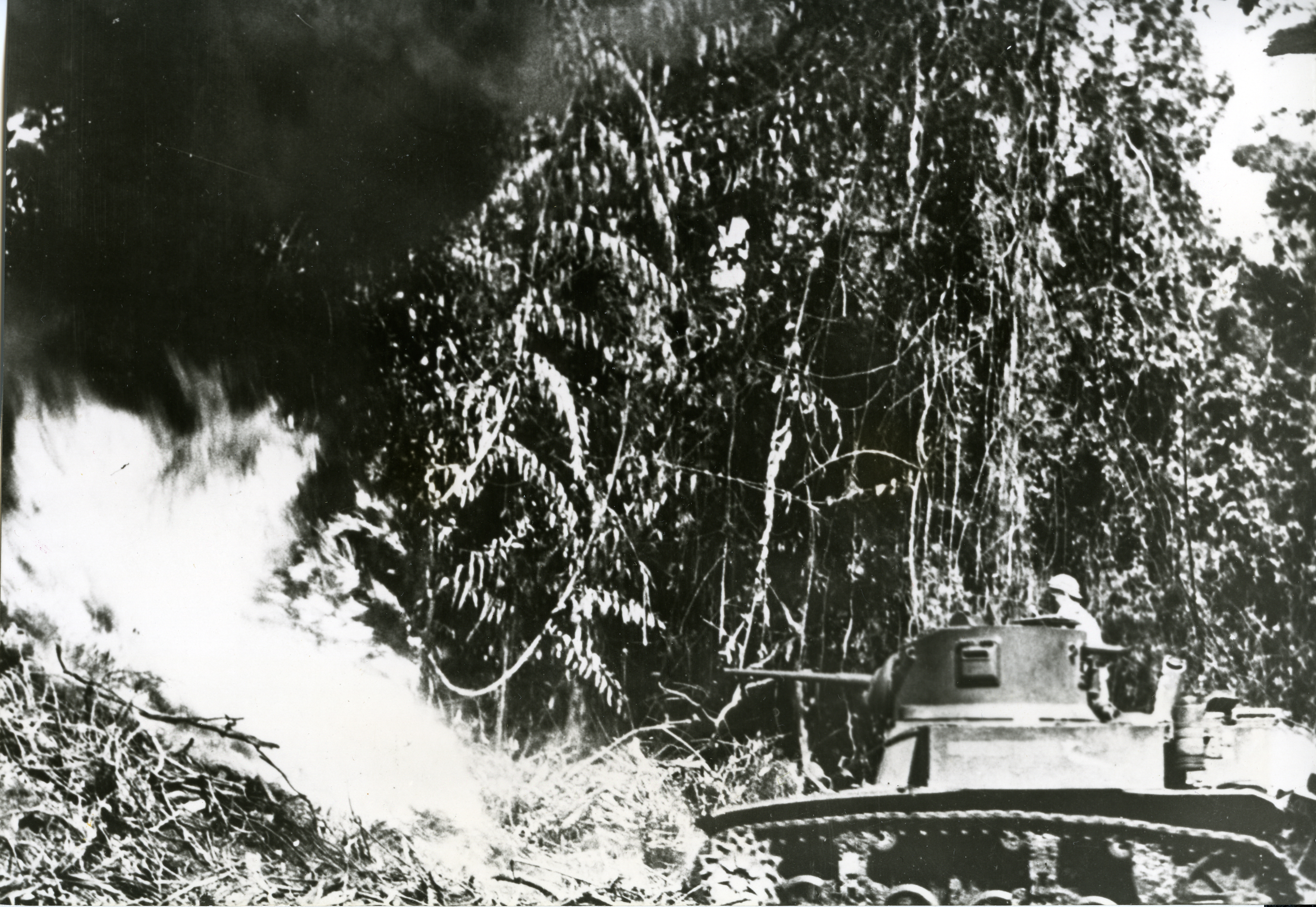
配備火焰噴射器的M3斯圖亞特坦克在布干維爾戰役（1944年4月）中攻擊日軍碉堡

- M3撒旦：基於M3輕型戰車改裝，加拿大「朗森」火焰噴射器取代主武器[11]

### 中型坦克 M4（「謝爾曼」）

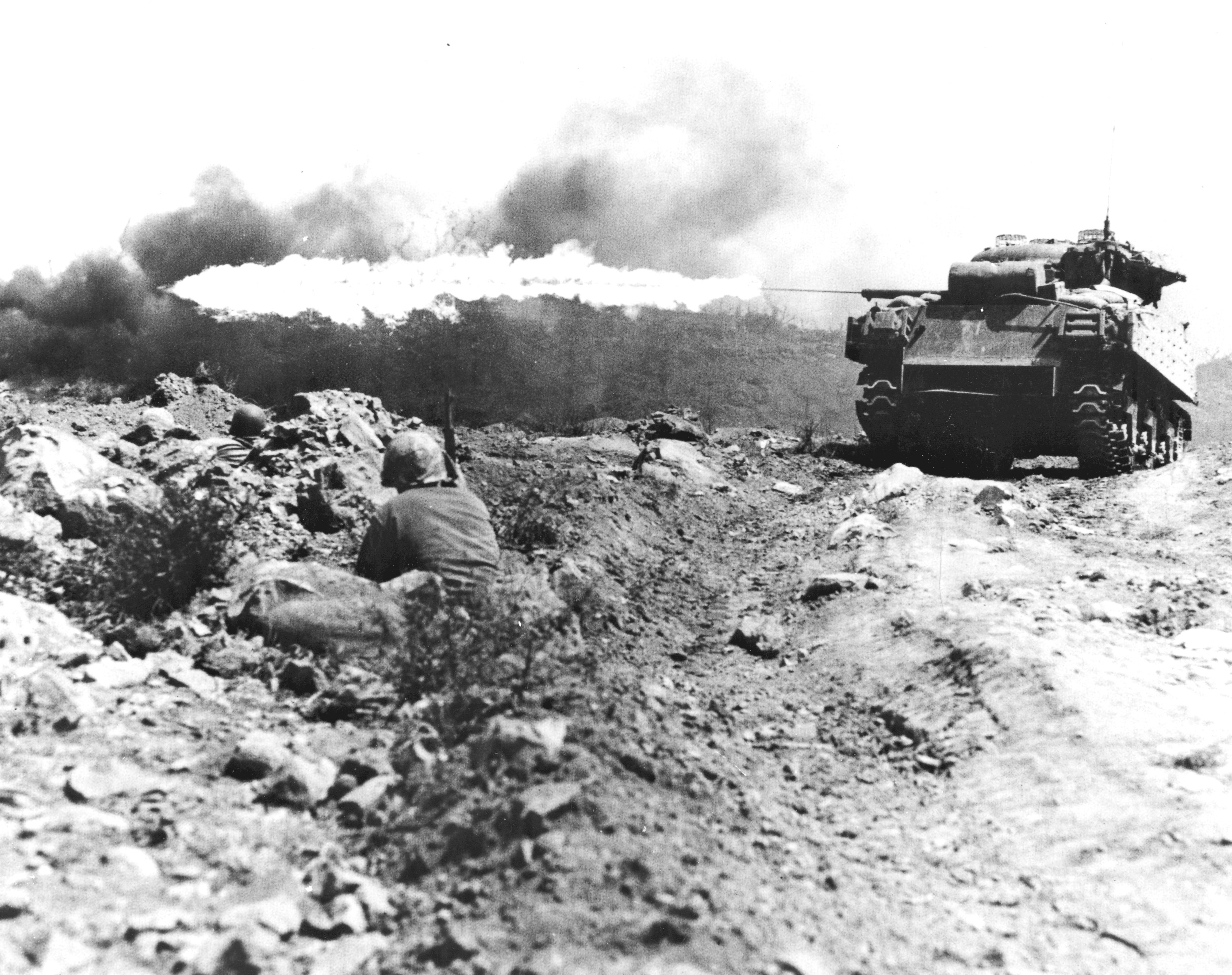
一輛M4A3R5 USMC坦克於硫磺島戰役（1945年3月）

- M4 A2 配備車體前方E4-5火焰噴射器
- 美國陸軍 CWS-POA-H1 及 H2，美國海軍陸戰隊 M4A3R5 Mark-1
- 美國陸軍 CWS-POA-H5，美國海軍陸戰隊 M4A3R8 配備H1A-5A同軸火焰噴射器
- 美國陸軍 M42-B1E9[12]
- M4 Crocodile：英軍改造的四輛M4坦克，供美國第二裝甲師使用，裝備與丘吉爾鱷魚坦克相同的裝甲燃料拖車，但燃料管線從車體上方通過
- Sherman Badger：加拿大用於取代Ram Badger的坦克，以無炮塔M4A2 HVSS謝爾曼為基礎，車體機槍位換裝Wasp IIC火焰噴射器，開發時間為1945年至1949年間。燃料儲量150加侖，壓力250 psi，射程達125碼，仰角+30°，俯角-10°，橫向射界左30°、右23°。此設計啟發了美國T68火焰噴射坦克。[13]
- Sherman Adder：用於改裝謝爾曼坦克的火焰噴射套件，印度曾用於Sherman III與Sherman V

### 步兵坦克 Mk IV「丘吉爾」

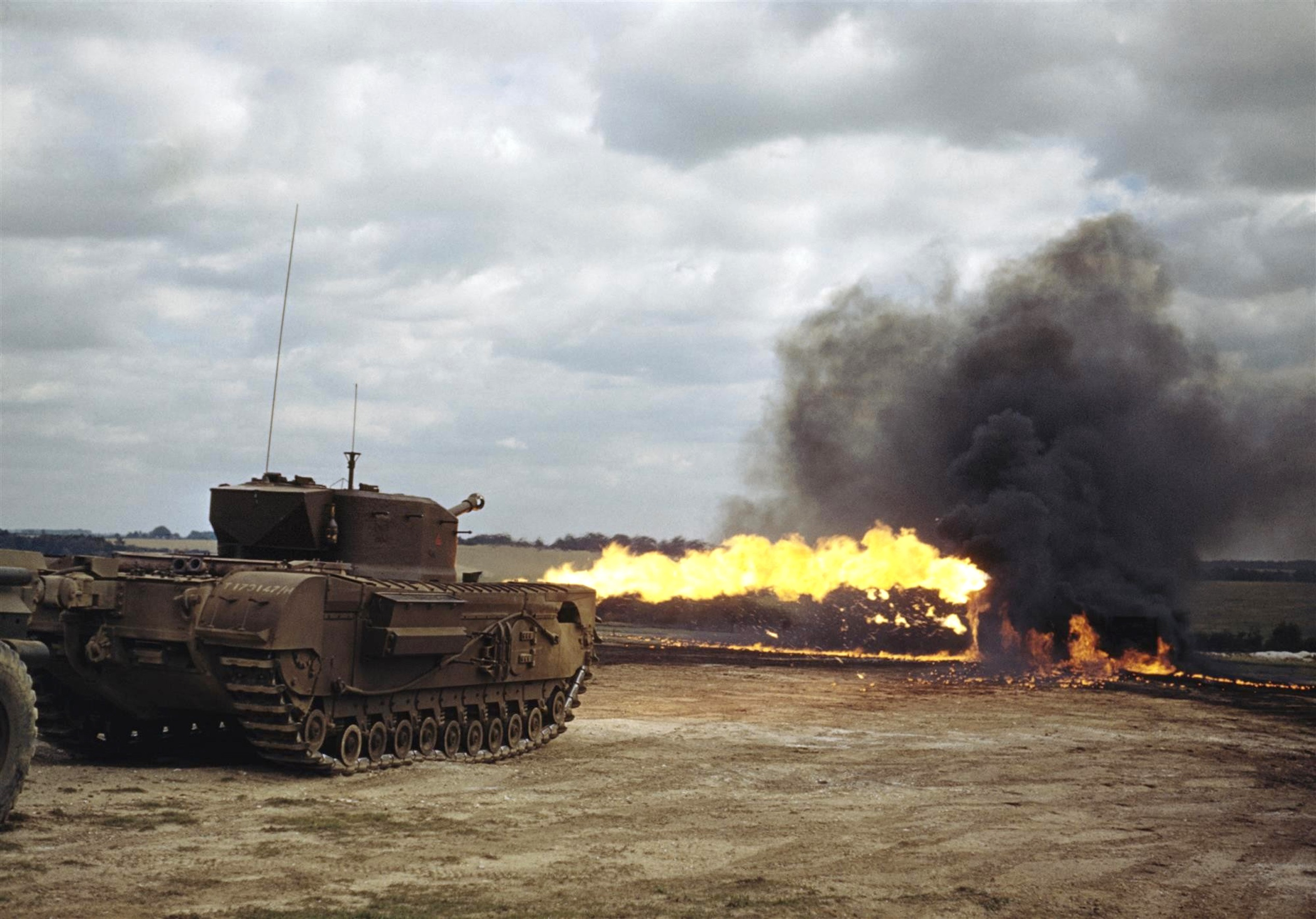
丘吉爾鱷魚火焰噴射坦克

- 邱吉爾奧克(Churchill Oke)：丘吉爾 Mk II配備固定式「Ronson」火焰噴射器，三輛參與迪耶普突襲（1942年），但在裝備被使用前即被擊毀
- 丘吉爾鱷魚：丘吉爾 Mk VII 配備裝甲燃料拖車，由壓縮氮氣提供壓力，火焰噴射器取代車體機槍，主炮則維持不變。共生產800套改裝套件，隸屬第79裝甲師，參與1944年諾曼第登陸及義大利戰役，可發射80次一秒燃燒彈，射程120碼（110），補充燃料後可再使用

### 步兵坦克 Mk II「瑪蒂爾達」
- Matilda Frog：澳大利亞於1944年底改裝的25輛瑪蒂爾達II火焰噴射坦克
- Matilda Murray：澳大利亞於1945年研製的Frog改進版

### 中型坦克 T-34
- ОТ-34 (OT-34-76)：基於T-34-76的不同型號改裝，配備內部安裝的ATO-41（後來為ATO-42）火焰噴射器，取代車體機槍
- OT-34-85：基於T-34-85改裝，配備內部安裝的ATO-42火焰噴射器，取代車體機槍

### 重型突破坦克 KV（克里門特·伏羅希洛夫）
- KV-8：KV-1坦克改裝，炮塔內加裝ATO-41火焰噴射器及機槍，主炮由76.2 mm炮改為45 mm M1932炮，外觀仍偽裝成76 mm炮
- KV-8S：KV-1坦克改裝，炮塔內加裝ATO-42（ATO-41改進版）火焰噴射器，部分KV-8S使用KV-1S底盤搭配KV-8炮塔，其餘則使用KV-1S炮塔，配備ATO-42但無同軸機槍
- KV-8M：KV-8S改進版，配備兩具火焰噴射器，取代炮塔同軸機槍及車體機槍，僅製造兩輛原型車

### 輕型坦克 T-26
- KhT-26 (OT-26)：1933年開發，基於T-26 1931年型雙炮塔坦克改裝，改為單炮塔配置，主武器為火焰噴射器
- KhT-130 (OT-130)：1933年型火焰噴射坦克，使用較大的45 mm炮塔，主炮改為火焰噴射器
- KhT-133 (OT-133)：1939年型火焰噴射坦克，主炮改為火焰噴射器
- KhT-134 (OT-134)：1939年型火焰噴射坦克，保留45mm炮並在車體安裝火焰噴射器，僅有原型車

### 其他
- Ram Badger：加拿大白羊巡航坦克改裝為火焰噴射坦克
- LVT(A)-4 Ronson：（1944年）履帶式兩棲裝甲車，配備M8榴彈炮炮塔，但75 mm榴彈炮改為加拿大Ronson火焰噴射器  
  - LVT-4(F) Sea Serpent：英國版本，裝備火焰噴射器，但無裝甲防護
- Wasp：嚴格來說非火焰噴射坦克，而是通用運兵車（輕裝甲人員與裝備運輸車），搭載Wasp火焰噴射器，由石油戰爭部（Petroleum Warfare Department）開發[14]

## 戰後與冷戰時期的坦克
- M4-A3E8：M4謝爾曼坦克，裝備105榴彈炮與同軸H1A-H5A火焰噴射器
- M67「Zippo」：美國M48巴頓坦克的火焰噴射版本
- TO-55：蘇聯T-55坦克的火焰噴射版本
- TO-62：蘇聯T-62主戰坦克的火焰噴射版本
- M132裝甲噴火車：1964年首次服役，實際上並非基於坦克，而是基於M113裝甲運兵車的裝甲火焰噴射車。該車輛在越戰中成功投入使用。[15]
- PM-1：捷克斯洛伐克基於ST-I驅逐戰車的原型火焰噴射坦克[16]

## 後冷戰時期與21世紀
自1978年以來，火焰噴射器及最後一款火焰「坦克」——M132裝甲火焰噴射車已不再列入美國軍備庫。 雖然這類武器並未被正式禁止，但已逐漸被淘汰，並由非火焰噴射類的燃燒武器取代，如溫壓武器。據信，美國曾於2009年在阿富汗戰場部署此類武器， 俄羅斯則於2022年俄烏戰爭中使用此類武器。

### 引用作品
1. ↑  Allen, Robert E. . Jefferson, N.C.: McFarland & Company. 2004. ISBN 0-7864-0560-0. OCLC 41157682.
2. ↑  Zaloga (Armored Thunderbolt) 215, 216
3. ↑  Zaloga (Armored Thunderbolt) p.216
4. 1 2  Fletcher, David. . Stationery Office Books. 1993  [18 February 2016]. ISBN 9780112905349.
5. ↑  Hills, Andrew. . Tank Encyclopedia. 2022-10-10  [2023-03-30]. （原始内容存档于2024-09-11） （美国英语）.
6. ↑  . 2012-04-06  [2023-03-30]. 原始内容存档于6 April 2012.
7. 1 2 3  A. N. Ardashev, S. L. Fedoseev. 《二戰火焰噴射坦克》. - 莫斯科：裝甲收藏，特刊第8號，2005年，第3頁
8. ↑  A. N. Ardashev, S. L. Fedoseev. 《二戰火焰噴射坦克》. - 莫斯科：裝甲收藏，特刊第8號，2005年，第40頁
9. ↑  . netleland.net.   [2023-07-14]. （原始内容存档于2024-10-14）.
10. ↑  Sigal Fogliani, Ricardo. . 布宜諾斯艾利斯: Ayer y Hoy. 1997: 144–145 （西班牙文）.
11. ↑  Bishop p269
12. ↑  albums/72157702412224435
13. ↑  R. P. Hunnicutt, Sherman: A History of the American Medium Tank, Presidio Press, Novato, CA, 1994, pp. 420–421.
14. ↑  Bishop, p. 272
15. ↑  Renquist, Capt. John (Summer 2008). "U.S Army Flamethrower Vehicles (Part Three of a Three-Part Series)" (的存檔，存档日期2012-10-19.). CML Army Chemical Review. Wood.army.mil.
16. ↑  Francis, Ed. . Tank Encyclopedia. 2016-08-07  [2023-03-30]. （原始内容存档于2024-09-23） （美国英语）.
17. ↑  Keller, Jared. . Business Insider. 2018-01-26  [2023-02-12]. （原始内容存档于2024-11-30） （中文（臺灣））.
18. ↑  Hambling, David (May 15, 2009). "美軍否認在阿富汗使用燃燒武器" （页面存档备份，存于）. Wired.com. Accessed 27 May 2010.
19. ↑  . TASS. 21 November 2022  [2022-11-21]. （原始内容存档于2023-09-26）.

### 資料來源
- Bishop, Chris. . Sterling Publishing Company, Inc. 2002. ISBN 978-1-58663-762-0.
- Lucy, Roger V, 《加拿大服役中的機械化火焰噴射器》，Service Publications，2009年。
- Zaloga, Steven J. 《M3與M5史都華輕型坦克》，1999年，Osprey Publishing/New Vanguard #33。ISBN 978-1-85532-911-9。
- Zaloga, Steven J. 《裝甲雷霆：二戰期間美軍的雪曼坦克》，2008年，Stackpole Books。ISBN 978-0-8117-0424-3。

## 延伸閱讀
- Doyle, Hilary; Sarson, Peter（插畫）. . New Vanguard #15 第一版. Osprey Publishing. 1995年9月. ISBN 1-85532-547-0.

## 外部連結
维基共享资源上的相關多媒體資源：火焰噴射戰車
- 火焰坦克的預測圖